# Predrag Cvitanović
Predrag Cvitanović (prononcé [tsʋitǎːnoʋitɕ, - tsʋǐta-]), né le 1er avril 1946 à Zagreb, est un physicien théoricien croato-américain reconnu pour ses travaux en dynamique non linéaire, en particulier pour ses contributions à la théorie des orbites périodiques.
En 2009, il reçoit le prix Alexander von Humboldt pour ses travaux sur la théorie de la turbulence.

## Biographie

### Origines et études
Pedrag Cvitanović naît le 1er avril 1946 à Zagreb, alors en Yougoslavie.
Il étudie la physique théorique au Massachusetts Institute of Technology, dont il sort diplômé en 1969. Il obtient quatre ans plus tard, en 1973, un doctorat à l'université Cornell, dans l'État de New York.

## Distinctions
- 2009 : prix Alexander von Humboldt[1] pour ses travaux sur la théorie de la turbulence[réf. souhaitée]

Predrag Cvitanović est membre de l’Académie royale des sciences et des lettres du Danemark, membre correspondant de l’Académie croate des sciences et des arts, lauréat[Quand ?] du prix de recherche de la Société danoise de physique et fellow de la Société américaine de physique.